# Radosław Cielemęcki
Radosław Cielemęcki (Świebodzice, 19 de febrero de 2003) es un futbolista polaco que juega de centrocampista.

## Carrera
Cielemęcki nació en la localidad silesia de Świebodzice, y desde corta edad empezó a interesarse en el fútbol. En 2013 fichó por el Górnik Wałbrzych de la cercana ciudad de Wałbrzych, jugando en la cantera del club durante dos años antes de ser traspasado al Legia de Varsovia en la temporada 2016/17. Tras pasar varias campañas en el segundo equipo y atraer la atención de clubes de talla internacional como el Manchester City, Cielemęcki fue ascendido a la plantilla titular en la temporada 2019/20 de la mano del entrenador serbio Aleksandar Vuković. Sería uno de los jugadores más jóvenes en debutar en el Legia, con 17 años y 4 meses de edad, en el encuentro a domicilio frente al Lechia Gdańsk de la 36.ª jornada, atrasada al mes de julio debido a la pandemia de COVID-19. El 22 de junio de 2021 se anunció su traspaso al Wisła Płock.